# Сергій Кровяков
Сергій Кровяков (1 квітня 1991) — туркменський плавець.
Учасник Олімпійських Ігор 2012 року.